# Myriopteris fendleri
Myriopteris fendleri är en kantbräkenväxtart som först beskrevs av William Jackson Hooker, och fick sitt nu gällande namn av Eugène Pierre Nicolas Fournier. Myriopteris fendleri ingår i släktet Myriopteris och familjen Pteridaceae. Inga underarter finns listade.